# Відас Бичулайтіс
Відас Бичулайтіс (лит. Vidas Bičiulaitis; 11 серпня 1971, Рокай, Каунаський район) — литовський боксер, призер чемпіонату світу.

## Спортивна кар'єра
На чемпіонаті світу 1995 Відас Бичулайтіс досяг найбільшого успіху у своїй кар'єрі, завоювавши бронзову медаль. На його рахунку три перемоги, у тому числі у чвертьфіналі над Тиграном Узляном (Греція) — 12-6, а у півфіналі програв Нуреддіну Меджихуд (Алжир) — 1-10.
На чемпіонаті Європи 1996 програв в першому бою Яношу Надь (Угорщина).
На чемпіонаті світу 1997 програв в другому бою Іштвану Ковач (Угорщина).
На чемпіонаті Європи 1998 переміг в першому бою Клавдіу Крістаче (Румунія), а в другому програв Саян Санчат (Росія).
На чемпіонаті світу 1999 програв в другому бою Сомлук Камсінг (Таїланд).
На Олімпійських іграх 2000 програв в першому бою Камілю Джамалутдінову (Росія) — 5-9.
На чемпіонаті світу 2001 в категорії до 60 кг Бичулайтіс здобув дві перемоги, а у чвертьфіналі програв Володимиру Колеснику (Україна) — 19-28.
На чемпіонаті Європи 2002 здобув дві перемоги, а у чвертьфіналі програв Борісу Георгієву (Болгарія).
На чемпіонаті світу 2003 програв у другому бою Пек Джон Соб (Південна Корея).
Після завершення виступів Відас Бичулайтіс перейшов на тренерську роботу.